# بيليانا بافيسيفيتش (كرة يد)
بيليانا بافيسيفيتش مواليد 12 مايو 1988 في بودغوريتسا، جمهورية يوغوسلافيا الاشتراكية الاتحادية، هي لاعبة كرة يد مونتينيغرية تلعب كجناح أيسر. مثلت منتخب الجبل الأسود لكرة اليد للسيدات. شاركت في دورة الألعاب الأولمبية الصيفية سنة 2016. حققت المركز الأول في بطولة أوروبا لكرة اليد للسيدات 2012.

## سجل المنافسة
شاركت في البطولات التالية:
- الألعاب الأولمبية الصيفية 2016
- بطولة العالم لكرة اليد للسيدات 2013
- بطولة العالم لكرة اليد للسيدات 2015
- بطولة أوروبا لكرة اليد للسيدات 2012
- بطولة أوروبا لكرة اليد للسيدات 2014

## الميداليات
| الميدالية | المسابقة                            |
| --------- | ----------------------------------- |
| ذهبية     | بطولة أوروبا لكرة اليد للسيدات 2012 |

## روابط خارجية
- بيليانا بافيسيفيتش على موقع الاتحاد الأوروبي لكرة اليد (الإنجليزية)
- بيليانا بافيسيفيتش على موقع أوليمبيديا (الإنجليزية)